# Ai (historischer Stadtstaat)
Ai (hebräisch עי, arabisch التل, DMG at-Tall) ist der Name eines bis in die Mitte des 3. Jahrtausends v. Chr. in der Nähe von Bethel gelegenen Stadtstaates. Die Ausgrabungen des Siedlungshügels (Tell) haben eine erste Besiedlung ab etwa 2400 v. Chr. nachgewiesen. Der erst um ca. 1200 v. Chr. wiederaufgebaute Ort hatte Dorfcharakter und wurde nach etwa 150 Jahren von den Bewohnern verlassen. Ein Zerstörungshorizont ist für diese Epoche nicht erkennbar. Joseph Callaway vermutet, dass um 1200 v. Chr. im Bergland erbauten Dörfer wie Ai in Zusammenhang mit dem Auftreten der Seevölker standen. Die neuen Bewohner lebten ursprünglich in den Küstenregionen Palästinas. Sie gründeten kurze Zeit nach Ankunft der Seevölker im Rahmen ihres Umzugs in den Bergregionen kleinere Ortschaften. 
Gemäß alttestamentlicher Überlieferung Josua 7–8 soll Ai im Rahmen der Landnahme durch Josua zerstört worden sein. Der Name עי ist das hebräische Wort für Trümmerhaufen, entsprechend dem arabischen Tell – so auch der heutige Name التل –, so dass die namensgebende Bevölkerung an dieser Stätte schon Ruinen vorgefunden haben muss. Daher geht die historisch-kritische Exegese davon aus, dass es sich bei der biblischen Erzählung um eine ätiologische Legende handelt, die erklären soll, wie der Trümmerhaufen entstanden ist.